# Бозаджии
Бозаджии е село в Югоизточна България. То се намира в община Сливен, област Сливен.